# Kulachi
Kulachi (en ourdou : کلا چی) est une ville pakistanaise située dans la province de Khyber Pakhtunkhwa. Elle est la quatrième plus grande ville du district de Dera Ismail Khan, et située à environ quarante kilomètres à l'ouest de la ville de Dera Ismail Khan, et à proximité de la frontière avec le Waziristan du Sud.
La population a été multipliée par plus de deux entre 1972 et 2017, passant de 9 315 habitants à 24 738. Entre 1998 et 2017, la croissance annuelle moyenne s'affiche à 1,4 %, inférieure à la moyenne nationale de 2,4 %.
|            | 1972 (rec.) | 1981 (rec.) | 1998 (rec.) | 2017 (rec.) |
| ---------- | ----------- | ----------- | ----------- | ----------- |
| Population | 9 315       | 14 785      | 19 113      | 24 738      |